# Mandjeskaas
Mandjeskaas is magere plattekaas uit Beersel en behoort tot het culinair erfgoed van Pajottenland Zennevallei. De kaas is door VLAM erkend als traditioneel Vlaams streekproduct.

## Beschrijving
Mandjeskaas is een plattekaas waarvan de wrongel oorspronkelijk uitlekte in uit riet gevlochten mandjes. De kaas wordt sinds de 15e eeuw geproduceerd in Beersel. Voor de Tweede Wereldoorlog waren in het Beerselse meer dan 150 makers van mandjeskaas gekend die hun waren vooral in de streek en in het Brusselse aan de man brachten. De productie van de kaas gebeurde meestal in familieverband en bood een antwoord op het bewaren van melk in tijden zonder koelkast. Anno 2020 wordt de kaas enkel nog door de firma Walschot geproduceerd.
De basis voor mandjeskaas is gepasteuriseerde melk waaraan boterzuur wordt toegevoegd om het stremmen op gang te brengen. Nadien wordt de melk overgepompt in (vroeger:  houten lambiekvaten) roestvrij stalen tanks en wordt het stremsel toegevoegd. Hierna moet de melk 48u rusten waarna de kaaswrongel zachtjes geperst wordt. Vervolgens wordt de wrongel in wijmen mandjes geschept. Wanneer de kaas voldoende uitgelekt is, wordt hij omgedraaid en verpakt in perkamentpapier waarvan de bovenzijde open blijft. Hierdoor blijft de afdruk van het mandje zichtbaar
De kaas is niet homogeen gemengd met water of room en bevat meer wei dan gewone plattekaas. Mandjeskaas heeft een vastere en meer korrelige structuur.
De mandjes
De wijmen mandjes worden gevlochten van jonge wilgentakken, of wilgentenen. Oorspronkelijk gebruikte men voor mandjeskaas mandjes uit het naburige Halle. Anno 2020 zijn de rieten mandjes vervangen door plastic exemplaren.

## Trivia
In 2006 werd een beeld ter ere van de mandjeskaastraditie in Beersel onthuld. Het standbeeld genaamd De Paretter, stelt een kaasverkoopster voor met een mand vol kazen op de schoot. De sculptuur werd gerealiseerd door beeldhouwer Luc Van Ruysevelt. De naam 'De Paretter' is terug te leiden naar volgende uitspraak in het Brussels dialect: "De késboren zen g'aparreteit''.